# 八ヶ岳「北杜国際音楽祭」
八ヶ岳「北杜国際音楽祭」(HIMF)（やつがたけ・ほくとこくさいおんがくさい）は、八ヶ岳南麓高原の観光地である北杜市で毎年夏に開催される日本の音楽祭。「東西」をテーマに、邦楽、オペラ、アジア音楽、西洋クラシック等、トップ・アーティストが集う独自路線を展開する。
「東西音楽交流の聖地」創りを掲げて、2006年三木稔を芸術監督として立ち上げ、3日間のコンサートを展開。2007年には5日間開催し、2008年にはプロデューサーに藤田崇文が就任し、日程も10日間（14公演）、周辺4会場へと拡大した。